# Sanchopedro de Abajo
Sanchopedro de Abajo es una entidad de población española del municipio de Horcajo Medianero, perteneciente a la provincia de Salamanca, en la comunidad autónoma de Castilla y León.

## Historia
Hacia mediados del siglo XIX, el lugar, una alquería ya por entonces perteneciente a Horcajo Medianero, tenía contabilizada una población de cuatro habitantes. Aparece descrito en el decimotercer volumen del Diccionario geográfico-estadístico-histórico de España y sus posesiones de Ultramar de Pascual Madoz con las siguientes palabras:

SANCHO PEDRO DE ABAJO: alq. en la prov. de Salamanca, part. jud. de Alba de Tórmes, térm. municipal de Horcajo Medianero. pobl.. 1 vec., 4 almas.
(Madoz, 1849, p. 730)

En 2023, la entidad singular de población tenía empadronados dos habitantes.